# 罗森堡伯爵因戈尔夫
罗森堡伯爵英格尔夫（丹麥語：Ingolf greve af Rosenborg；1940年2月17日—），本名因戈尔夫·克里斯蒂安·弗雷德里克·克努兹·哈拉尔·戈姆·古斯塔夫·维戈·瓦尔德马尔·奥格（丹麥語：Ingolf Christian Frederik Knud Harald Gorm Gustav Viggo Valdemar Aage），出生于索尔根弗里，是克里斯蒂安十世次子克努兹王子之长子，玛格丽特二世女王的堂兄。

## 婚姻与家庭
1968年1月13日，因戈尔夫伯爵在因戈尔夫与平民英格·特尼结婚；1996年妻逝。1998年3月7日，与苏茜·希路赫伊再婚。
然而，两次婚姻均无子嗣。

## 公共角色
據日德蘭郵報稱，因戈尔夫伯爵每年大約有200天的時間出席官方活動，通常與農業和國防有關，主要地點在日德蘭半島。
根據丹麥王室網站，因戈尔夫伯爵每年獲得140萬丹麥克朗的王室津貼。

## 頭銜
- 1940年4月27日－1944年6月17日：丹麥和冰島的因戈尔夫王子殿下（His Highness Prince Ingolf to Denmark and Iceland）
- 1944年6月17日－1968年1月13日：丹麥的因戈尔夫王子殿下（His Highness   Prince Ingolf to Denmark）
- 1968年1月13日－至今：羅森堡伯爵因戈尔夫閣下（His Excellency Count Ingolf of Rosenborg）

## 榮譽
- 丹麦
  -  大象勳章騎士 (Knight of the Order of the Elephant)